# Бухорі
Бухорі (перс. بخاری — buxārī, тадж. бухорӣ / buxorī); також вживаються назви єврейсько-таджицький діалект та єврейсько-бухарська мова — літературна і розмовна мова бухарських (середньоазійських) євреїв, одна з єврейсько-іранських мов. Фактично є однією з говірок північного діалекту таджицької мови, зокрема самаркандського діалекту. Близький до єврейсько-перської мови.
У минулому був поширений в основному в Узбекистані, зокрема в Самарканді, Бухарі, Ташкенті, Шахрисабзі, в деяких містах Ферганської долини, а також в суміжних з Узбекистаном районах Таджикистану і Казахстану. Чисельність носіїв єврейсько-таджицького діалекту в СРСР до початку масової репатріації бухарських євреїв в Ізраїль в 1972—1973 роках становило (за оцінками, заснованим на радянських переписах) приблизно 30 000 осіб. Зараз найбільше носіїв проживає в Ізраїлі (понад 100 000), США (понад 70 000), в країнах Європейського союзу, в Канаді, Австралії та інших країнах. У Середній Азії залишилося за різними оцінками менш як 3 тисяч носіїв єврейсько-таджицького діалекту, з них, майже всі проживають в Узбекистані, частково в Таджикистані.
Єврейсько-таджицький діалект належить до північної групи діалектів таджицької мови та в таджицькій діалектології називається самаркандско-єврейським діалектом. В основному він близький самаркандсько-бухарському діалекту, а в мові бухарських євреїв з Ташкента і Ферганської долини простежуються деякі фонетичні особливості ферганських діалектів.

## Писемність

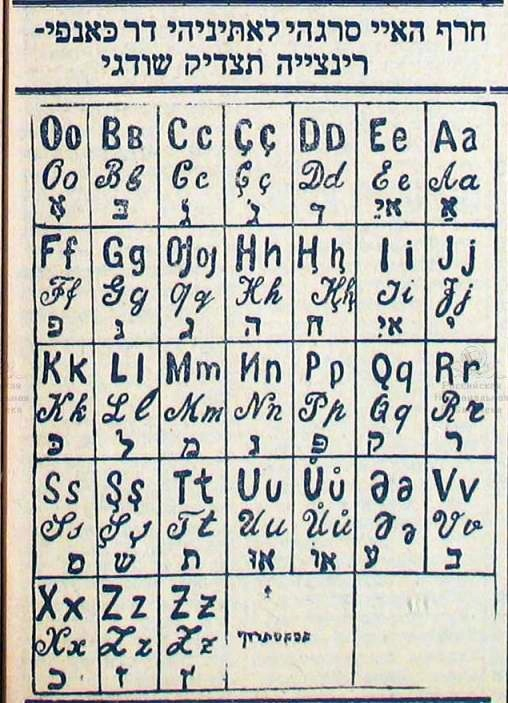
Єврейсько-таджицький алфавіт з газети «Байрокі міхнат» (1930)

Бухорі користується єврейським алфавітом (так званим східним раші на письмі та квадратним шрифтом у пресі). У 1928-40 роках письмова єврейсько-таджицька мова в СРСР скористалася латинським алфавітом.
Рання версія алфавіту:
a в d ә l n s r k m h t u x ş f p g o v z ⱨ ƣ q e c ç i j ә̦ ƶ
Пізня версія алфавіту :
| A a | B в | C c | Ç ç | D d | E e | F f | G g |
| Ƣ ƣ | H h | I i | J j | K k | L l | M m | N n |
| O o | P p | Q q | R r | S s | Ş ş | T t | U u |
| Ū ū | V v | X x | Z z | Ƶ ƶ | Ә ә |     |     |

## Лінгвістична характеристика

### Фонетика і фонологія
На фонологічному рівні єврейсько-таджицький діалект характеризується:
- наявністю фарінгалів / ħ / і / ʕ /, в тому числі в словах не семітського походження,
- відсутністю стійкого / ī /,
- набором специфічних оповідних, питальних і окличних інтонацій, відмінних від аналогічних інтонацій в таджицькій мові.

### Морфологія
На рівні морфології єврейсько-таджицька мова відрізняється:
- типом закінчень перфекта: 3 ос. одн. rafte < raftaast (замість самаркандського raftas), 1 ос. мн. raftim < raftaam , 3 ос. мн. raftin < raftaand ;
- типом дієслівної системи (самаркандсько-єврейський різновид північного типу): є три нові форми в порівнянні з основним різновидом північної системи дієслова

### Синтаксис
Синтаксис єврейсько-таджицької мови характеризується, з одного боку, більшою свободою, з іншого боку, меншим набором додаткових речень. Лексика включає деяку (в порівнянні з рядом інших єврейських мов — відносно невелику) кількість запозичень з давньоєврейської мови, як релігійно-ритуального, так і побутового характеру (šulħon — «низький» східний «столик»), а також ряд слів іранського мовного фонду, що вийшли з вжитку в літературній таджицькій мові, або володіють давнішою семантикою.

## Освіта і література
До XIX століття література бухарських євреїв продовжувала створюватися на класичній єврейсько-перській мові і була частиною єврейсько-перської літератури. Першою пам'яткою літератури бухарських євреїв, написаною на мові, що має фонетичні, морфологічні та лексичні характеристики єврейсько-таджицького діалекту, є поема Ібрагіма ібн Абі-л-Хайра «Худойдоднома» («Книга про Худойдода», початок XIX ст.). Основи літературної єврейсько-таджицької мови були закладені в кінці XIX ст. в Єрусалимі рабином Шимоном Хахамом (1843—1910), засновником своєрідної літературної школи, що займалася в основному перекладами з івриту на єврейсько-таджицьку мову книг як релігійного, так і світського змісту. З кінця 1880 по 1914 рік в Єрусалимі було видано понад 100 книг єврейською-таджицькою мовою — результат інтенсивної перекладацької праці рабина Шимона Хахама і низки його сподвижників й учнів. У 1910-16 роках в місті Скобелєва (нині Фергана) видавалася єврейсько-таджицька газета «Рахама».
У 1922—1940 в СРСР існувала мережа шкіл єврейсько-таджицькою мовою.
У 1920-1930-х виходив ряд періодичних видань («Байрокі міхнат» та ін.) та існувала художня література цією мовою (письменник М. Бачаєв (Мухіб) та ін.).
З 1932 в Самарканді функціонував театр. Будь-яка культурна і педагогічна діяльність єврейсько-таджицькою мовою в СРСР була припинена в 1940, і бухорі став лише мовою усного спілкування. Це стало одним з основних чинників, що призвели до того, що до 1970-х молоде покоління воліло розмовляти російською мовою.
Видання на єврейсько-таджицькій мові спорадично виходили в Ізраїлі в 1950-1960-х. З репатріацією бухарських євреїв до Ізраїлю в 1970-х почалися регулярні передачі ізраїльського радіо єврейсько-таджицькою мовою. З 1973 виходив щомісячний бюлетень «Тхія», орган Спілки вихідців з Бухари.
У 1979 в Єрусалимі вийшла єврейсько-таджицькою мовою книга віршів Мухіба (М. Бачаєва), а в 1981 в Тель-Авіві вийшла книга віршів Шуламіт Тигляєвої (уродженка Єрусалиму, вивезена батьками в Бухару в дитячому віці; в 1934 повернулася в Палестину).